# Rio Buzduganu
O Rio Buzduganu é um rio da Romênia afluente do Rio Sebeş, localizado no distrito de Braşov.